# Čchang-si

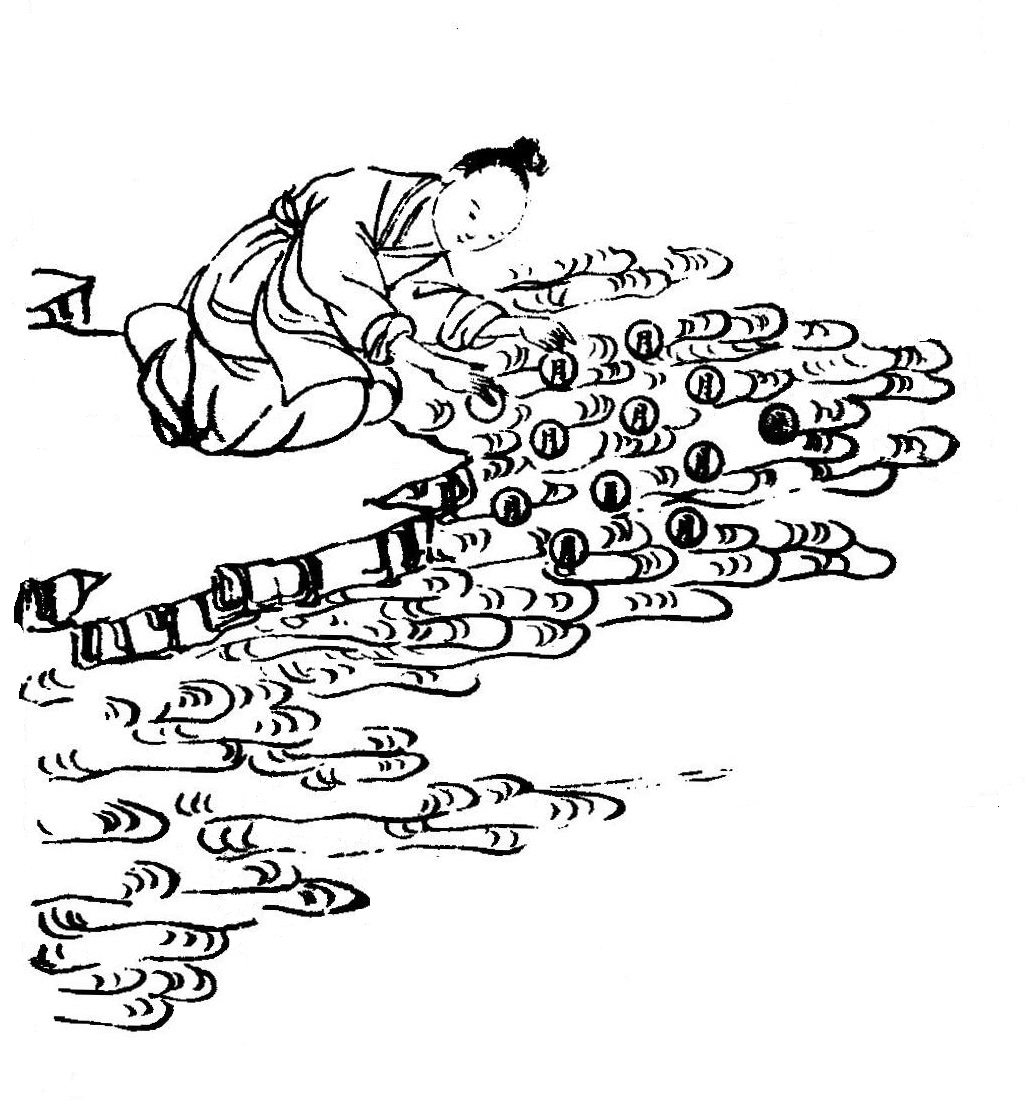
Kresba vyobrazující bohyni Čchang-si koupající své měsíční dcery v jezírku

Čchang-si (znaky zjednodušené: 常羲, pchin-jin: Changxi) nebo Čchang-i (znaky zjednodušené: 常儀, pchin-jin: Changyi) je měsíční bohyně uctívaná v tradičním čínském pantheonu. Často je zaměňována s čínskou bohyní Měsíce, Čchang-e (čínsky: 嫦娥, pchin-jin: Chang'e), neboť obě mají velice podobná jména. Bohyně Čchang-si je známá od starověku a nejranější historickou zmínku o ní nalezneme v díle Klasická kniha hor a moří (znaky zjednodušené: 山海经, pchin-jin: Shan-hai Ching). Čchang-si je manželkou starodávného císaře a Boha Východních nebes, Ti Ťüna (znaky zjednodušené: 帝俊, pchin-jin: Dìjùn) a matkou dvanácti měsíců.

## Historie
První zmínku o Čchang-si nalezneme v díle známém jako Klasická kniha hor a moří (znaky zjednodušené: 山海經, pchin-jin: Shān Hǎi Jīng), které je jakousi kompilací mytologického zeměpisu a bestiáře obsahující velmi zevrubné a leckdy poněkud bizarní vylíčení tehdejšího světa Číňany. O bohyni se v knize píše na jediném řádku: „Císař Ťün se oženil s Čchang-si, jež mu povila dvanáct Měsíců.“
Čchang-si je starobylou měsíční bohyní a je druhou manželkou Císaře a Boha Východních nebes, Ťüna. Je matkou dvanácti měsíců, včetně Měsíce planety Země. Mýtus o bohyni Čchang-si je možné chápat doslovně, nebo jej interpretovat tak, že porodila dvanáct měsíců kalendářního roku.
Často je zaměňována s čínskou bohyní Měsíce, Čchang-e (znaky zjednodušené: 嫦娥, pchin-jin: Chang'e), neboť obě mají velice podobná jména. Mýtus o Čhang-si je ve skutečnosti starší než ten o bohyni Měsíce Čchang-e, proto panuje domněnka, že obě legendy mohou mít svůj původ v téže primitivní měsíční bohyni.

## Mytologie
V čínské mytologii měl bůh Východních nebes Ti Ťün tři manželky. Čchang-si byla druhou v pořadí a byla považována za západní protějšek jeho první manželky Si-che. Zatímco Si-che porodila císaři deset sluncí, z lůna Čchang-si vyšlo dvanáct měsíčních dcer, které každý den putovaly po nebesích. Své měsíční dcery Čchang-si podle bájí koupala v jezírku. Ačkoli se řadí k důležitým bohyním raného čínského pantheonu, její význam postupně slábl, až nakonec klesla na podřadnou pozici.

## Kulturní význam
Si-che a Čchang-si společně ztělesňují jin a jang. Si-che a jejích deset sluncí na jedné straně a na druhé Čchang-si a jejích dvanáct měsíců představují čínský sluneční a lunární kalendář. V dávné čínské filosofii je jin a jang (znaky zjednodušené: 陰陽, pchin-jin: yīnyáng, v doslovném překladu „jasný-temný“, „pozitivní-negativní“) dualistickým konceptem popisujícím dvě navzájem opačné síly, jež se zároveň doplňují, jsou vzájemně propojené, závislé jedna na druhé a jsou součástí každé živé i neživé části vesmíru. Jin je tmavší element, který se vyznačuje temnou, ženskou energií, odpovídá noci a je symbolizovaný vodou a zemí. Jang je světlejší element, který se vyznačuje veselou, aktivní, mužskou energií, odpovídá dni a je symbolizovaný větrem a ohněm. V čínské kosmologii vznikl vesmír z prvotního chaosu hmotné energie uspořádané do cyklů jinu a jangu a získávající podobu věcí živých i neživých. Jin je receptivní a jang aktivní princip a projevují se různými formami změn či rozdílů, jako jsou roční období, krajina (stinný sever a jasný jih), pohlavní styk (žena a muž), stvoření muže a ženy jako osobnosti nebo v sociopolitických dějinách (řád a zmatek).